# Bob Dudley
Robert "Bob" Warren Dudley, född 14 september 1955 i Queens i New York, är en amerikansk affärsman, verksam inom oljebranschen. Han efterträdde Tony Hayward som VD för petroleum- och naturgasbolaget BP år 2010. Han lämnade posten som VD år 2020 och efterträddes av Bernard Looney.